# Palhais (Barreiro)
Palhais is een plaats (freguesia) in de Portugese gemeente Barreiro en telt 1.224 inwoners (2001).